# Alessandro Gazzi
Alessandro Carlo Gazzi (Feltre, 28 gennaio 1983) è un allenatore di calcio ed ex calciatore italiano di ruolo centrocampista.

## Biografia
Fuori dal campo è un appassionato della lettura, e nel 2020 ha dichiarato di avere iniziato a scrivere. Nel febbraio 2022 è uscita la sua autobiografia, intitolata Un lavoro da mediano. Ansia, sudore e Serie A.

## Caratteristiche tecniche
Centrocampista centrale di notevole fisicità, sostanza, grande grinta e dotato di un buon piede sinistro.

## Calcioscommesse
Nel mese di agosto 2012 viene iscritto, insieme ad altri suoi ex compagni del Bari, nel registro degli indagati dalla Procura di Bari per frode sportiva in riguardo ad alcune partite del Bari truccate in passato.
Deferito il 6 giugno 2013 per omessa denuncia, il 4 luglio seguente patteggia 3 mesi e 10 giorni di squalifica, più 40.000 euro di ammenda.

## Carriera

### Club

#### Inizi
Nasce calcisticamente nella Plavis, la squadra del suo paese, Santa Giustina (BL). Passa poi al Montebelluna e subito dopo al Treviso, con cui esordisce in Serie B nel campionato 2000-2001, a 18 anni, a fine stagione.
Nell'estate 2001 viene ufficializzato il suo trasferimento in prestito biennale alla Lazio, che lo inserisce nella primavera della squadra. Disputa due campionati giovanili, ma non scende mai in campo con la prima squadra, e nel 2003 torna a Treviso per fine prestito.

#### Viterbese
Nell'agosto 2003 viene ceduto a titolo definitivo alla Viterbese, all'epoca guidata dall'ex allenatore del Genoa Guido Carboni. Nel Lazio viene promosso titolare della formazione, e nella stagione regolare disputa 31 partite segnando una rete. Gioca ancora le quattro partite playoff per la promozione in Serie B, che la Viterbese perde in finale contro il Crotone. A fine stagione viene ufficializzato il fallimento del club, e Gazzi e tutti i giocatori della squadra rimangono svincolati a parametro zero.

#### Bari e Reggina
Nel luglio 2004 si trasferisce a titolo definitivo al Bari, in Serie B, insieme al suo allenatore ed ai compagni di squadra Santoruvo, Bianconi e Sibilano. Nella prima stagione in Puglia gioca 34 partite segnando tre gol, contribuendo al decimo piazzamento finale in classifica.
L'anno successivo, sempre in Serie B, scende in campo 35 volte, con una rete. Il 4 gennaio, essendo in scadenza di contratto, firma un prolungamento fino al 2009. Nella stagione seguente gioca undici partite, ma nell'ultimo giorno del mercato invernale passa in comproprietà alla Reggina, dove per la prima volta in carriera ha la possibilità di confrontarsi con la Serie A. Esordisce in massima serie l'11 febbraio 2007 nella vittoria esterna contro il Torino e gioca in tutto nove partite fino a fine stagione. Grazie anche al suo contributo, la squadra, allora guidata da Walter Mazzarri, raggiunge la salvezza nonostante gli undici punti di penalizzazione iniziali per lo scandalo di calciopoli, e Gazzi viene insignito, assieme ai suoi compagni, del premio di cittadino onorario di Reggio Calabria.

#### Ritorno a Bari
Il 22 giugno 2007 la comproprietà viene risolta a favore del Bari, e il giocatore ritorna in Puglia. Il 22 settembre, durante la gara contro il Ravenna, subisce un infortunio all'occhio, che lo costringe a un ricovero in ospedale e due settimane di stop. Il 21 novembre prolunga il suo contratto con la società barese fino al 2011.
Nella stagione 2008-2009 è protagonista, con 39 presenze, della promozione in Serie A della squadra, allenata da Antonio Conte. L'anno successivo si conferma titolare inamovibile del team guidato da Gian Piero Ventura, con 32 partite disputate in massima serie. Il 7 aprile 2010 firma un ulteriore rinnovo del contratto fino al 2013. L'anno successivo, culminato con la retrocessione finale, Gazzi non ripete le prestazioni dell'anno precedente, rivelando in seguito di avere avuto problemi psicologici durante la stagione, dovuti a una brutta entrata subita da Felipe Melo alla prima giornata in Bari-Juventus 1-0 (che lo ha costretto a lasciare il campo) e a una forte influenza. Ciononostante, in 31 partite disputate, il 10 aprile 2011 realizza anche la sua prima rete in Serie A nella partita casalinga contro il Catania.

#### Siena
Dopo la retrocessione dei pugliesi in serie cadetta, si rincorrono le voci di un suo possibile trasferimento. A lungo cercato da Chievo e soprattutto Torino, l'11 agosto 2011 viene formalizzata la sua cessione a titolo definitivo al Siena, neopromossa in Serie A.
Titolare del centrocampo della squadra di Giuseppe Sannino, esordisce con la nuova maglia l'11 settembre contro il Catania e segna la sua prima rete in maglia bianconera il 20 novembre, nella gara interna contro l'Atalanta. A fine stagione, sono 33 le partite disputate con un gol.

#### Torino
Il 13 luglio 2012 passa ufficialmente a titolo definitivo al Torino per 2,5 milioni di euro più il passaggio in comproprietà al Siena di Matteo Rubin. Debutta ufficialmente con la maglia granata il 18 agosto 2012, in occasione dell'incontro di Coppa Italia contro il Lecce e il 26 agosto fa il suo esordio in campionato, contro la sua ex squadra, il Siena. Segna il suo primo gol in maglia granata nella vittoria esterna per 1-5 contro l'Atalanta. Nel febbraio 2015 rinnova il suo contratto con il club granata fino al termine della stagione 2015-2016. Nonostante un'ulteriore estensione contrattuale, Gazzi lascia il club granata al termine della sua quarta stagione, avendo collezionato 104 presenze e 3 reti tra campionato e coppe.

#### Palermo
Il 2 agosto 2016 viene acquistato a titolo definitivo dal Palermo, per una cifra vicina ai 700.000 euro. Con il club rosanero firma un contratto biennale fino al 30 giugno 2018.
Il suo debutto con la maglia dei siciliani è avvenuto il 12 agosto 2016 nella partita di Coppa Italia Palermo-Bari (1-0 dts), in cui è partito titolare. Il 24 luglio 2017 rescinde il contratto con il Palermo.

#### Alessandria
Il 2 agosto 2017 firma un biennale con l'Alessandria; nell'estate 2018 estende il suo contratto, con il club piemontese, fino al giugno 2020.
Il 15 luglio 2021 si ritira dal calcio dopo la storica promozione in Serie B. Il giorno seguente viene premiato allo stadio con una maglietta con il numero 562 come le sue presenze complessive.

### Allenatore
Lo stesso giorno in cui annuncia il proprio ritiro dal calcio entra nello staff del club piemontese.
Nel settembre del 2022, dopo essere diventato vice allenatore dell'Under-17 del Torino, altra sua ex squadra, consegue il patentino UEFA A a Coverciano che abilita ad allenare formazioni giovanili e squadre fino alla Serie C e consente di essere allenatore in seconda in Serie A e B. Il 23 ottobre 2023 diviene vice allenatore della Feralpisalò, a seguito dell'ingaggio di Marco Zaffaroni alla guida tecnica dei gardesani. Lascia la squadra bresciana al termine della stagione, dopo la retrocessione in Serie C. Nel novembre 2024 segue ancora Zaffaroni al Südtirol, di cui diviene tecnico in seconda, esperienza che termina a dicembre con l’esonero.

## Statistiche

### Presenze e reti nei club
| Stagione           | Squadra            | Campionato         | Campionato | Campionato | Coppe nazionali | Coppe nazionali | Coppe nazionali | Coppe continentali | Coppe continentali | Coppe continentali | Altre coppe | Altre coppe | Altre coppe | Totale | Totale |
| Stagione           | Squadra            | Comp               | Pres       | Reti       | Comp            | Pres            | Reti            | Comp               | Pres               | Reti               | Comp        | Pres        | Reti        | Pres   | Reti   |
| ------------------ | ------------------ | ------------------ | ---------- | ---------- | --------------- | --------------- | --------------- | ------------------ | ------------------ | ------------------ | ----------- | ----------- | ----------- | ------ | ------ |
| 2000-2001          | Treviso            | B                  | 2          | 0          | CI              | 0               | 0               | -                  | -                  | -                  | -           | -           | -           | 2      | 0      |
| 2001-2002          | Lazio              | A                  | 0          | 0          | CI              | 0               | 0               | UCL                | 0                  | 0                  | -           | -           | -           | 0      | 0      |
| 2002-2003          | Lazio              | A                  | 0          | 0          | CI              | 0               | 0               | CU                 | 0                  | 0                  | -           | -           | -           | 0      | 0      |
| Totale Lazio       | Totale Lazio       | Totale Lazio       | 0          | 0          |                 | 0               | 0               |                    | 0                  | 0                  |             | -           | -           | 0      | 0      |
| 2003-2004          | Viterbese          | C1                 | 31+4       | 1          | CI-C            | 0               | 0               | -                  | -                  | -                  | -           | -           | -           | 35     | 1      |
| 2004-2005          | Bari               | B                  | 34         | 3          | CI              | 2               | 0               | -                  | -                  | -                  | -           | -           | -           | 36     | 3      |
| 2005-2006          | Bari               | B                  | 35         | 1          | CI              | 5               | 0               | -                  | -                  | -                  | -           | -           | -           | 40     | 1      |
| 2006-gen. 2007     | Bari               | B                  | 17         | 0          | CI              | 1               | 0               | -                  | -                  | -                  | -           | -           | -           | 18     | 0      |
| gen.-giu. 2007     | Reggina            | A                  | 9          | 0          | CI              | -               | -               | -                  | -                  | -                  | -           | -           | -           | 9      | 0      |
| 2007-2008          | Bari               | B                  | 37         | 1          | CI              | 3               | 0               | -                  | -                  | -                  | -           | -           | -           | 40     | 1      |
| 2008-2009          | Bari               | B                  | 39         | 0          | CI              | 0               | 0               | -                  | -                  | -                  | -           | -           | -           | 39     | 0      |
| 2009-2010          | Bari               | A                  | 32         | 0          | CI              | 1               | 0               | -                  | -                  | -                  | -           | -           | -           | 33     | 0      |
| 2010-2011          | Bari               | A                  | 31         | 1          | CI              | 2               | 0               | -                  | -                  | -                  | -           | -           | -           | 33     | 1      |
| Totale Bari        | Totale Bari        | Totale Bari        | 225        | 6          |                 | 14              | 0               |                    | -                  | -                  |             | -           | -           | 239    | 6      |
| 2011-2012          | Siena              | A                  | 33         | 1          | CI              | 2               | 0               | -                  | -                  | -                  | -           | -           | -           | 35     | 1      |
| 2012-2013          | Torino             | A                  | 34         | 2          | CI              | 1               | 0               | -                  | -                  | -                  | -           | -           | -           | 35     | 2      |
| 2013-2014          | Torino             | A                  | 11         | 0          | CI              | 0               | 0               | -                  | -                  | -                  | -           | -           | -           | 11     | 0      |
| 2014-2015          | Torino             | A                  | 30         | 0          | CI              | 1               | 0               | UEL                | 10                 | 0                  | -           | -           | -           | 41     | 0      |
| 2015-2016          | Torino             | A                  | 15         | 0          | CI              | 2               | 1               | -                  | -                  | -                  | -           | -           | -           | 17     | 1      |
| Totale Torino      | Totale Torino      | Totale Torino      | 90         | 2          |                 | 4               | 1               |                    | 10                 | 0                  |             | -           | -           | 104    | 3      |
| 2016-2017          | Palermo            | A                  | 26         | 0          | CI              | 2               | 0               | -                  | -                  | -                  | -           | -           | -           | 28     | 0      |
| 2017-2018          | Alessandria        | C                  | 27+1       | 0          | CI+CIC          | 0+6             | 0               | -                  | -                  | -                  | -           | -           | -           | 34     | 0      |
| 2018-2019          | Alessandria        | C                  | 35+1       | 0          | CI+CIC          | 1+2             | 0               | -                  | -                  | -                  | -           | -           | -           | 39     | 0      |
| 2019-2020          | Alessandria        | C                  | 16+2       | 0          | CI+CIC          | 1+0             | 0               | -                  | -                  | -                  | -           | -           | -           | 19     | 0      |
| 2020-2021          | Alessandria        | C                  | 16+1       | 0          | CI              | 2               | 0               | -                  | -                  | -                  | -           | -           | -           | 19     | 0      |
| Totale Alessandria | Totale Alessandria | Totale Alessandria | 94+5       | 0          |                 | 11              | 0               |                    | -                  | -                  |             | -           | -           | 111    | 3      |
| Totale carriera    | Totale carriera    | Totale carriera    | 519        | 10         |                 | 34              | 1               |                    | 10                 | 0                  |             | -           | -           | 563    | 11     |

## Palmarès

### Club

#### Competizioni nazionali
- Campionato italiano di Serie B: 1

Bari: 2008-2009
- Coppa Italia Serie C: 1

Alessandria: 2017-2018

## Opere
- Alessandro Gazzi, Un lavoro da mediano. Ansia, sudore e Serie A, 66thand2nd, 2022, ISBN 978-88-329-7213-9.